# Tandböld

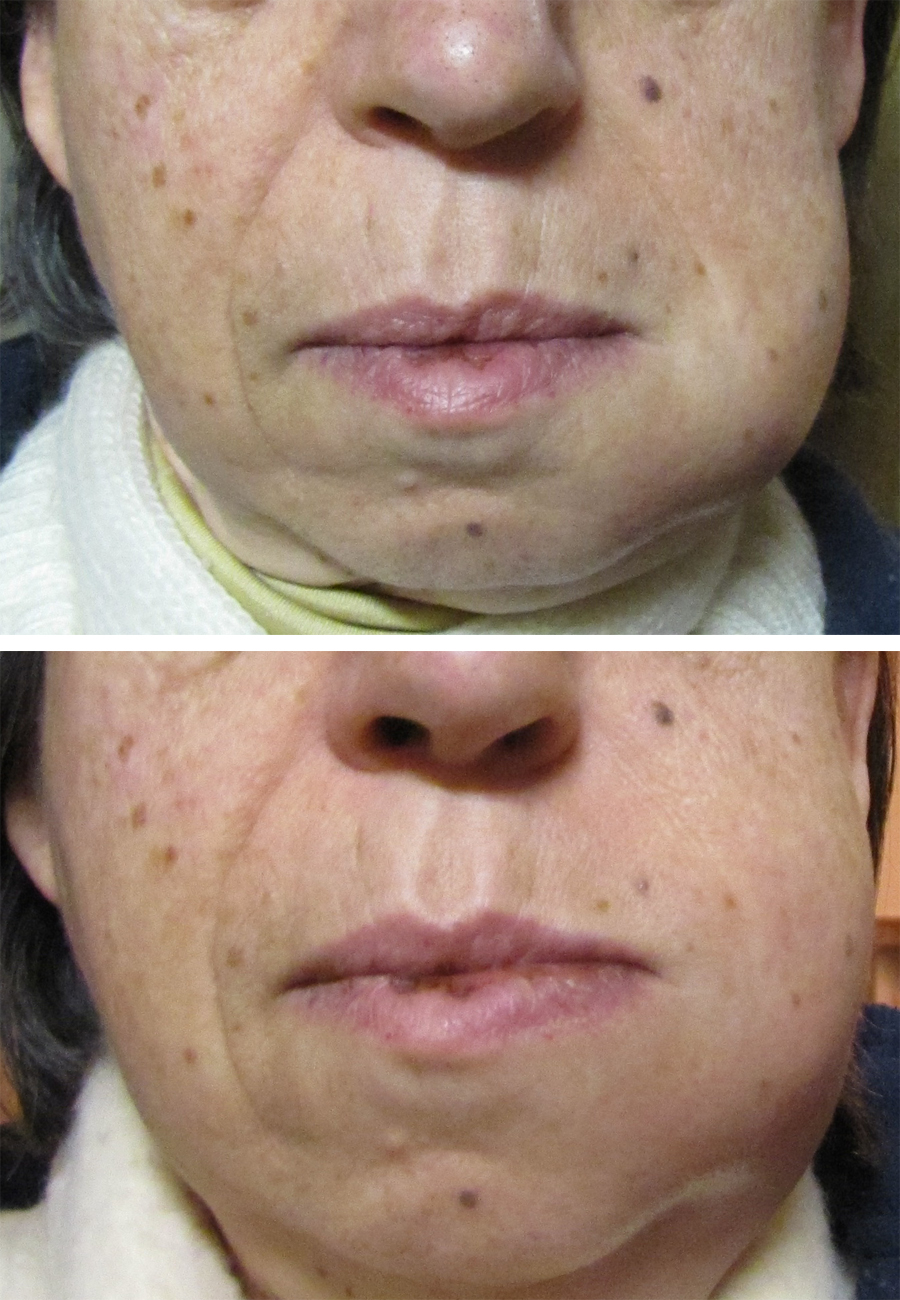
En tandböld kan ge svullnad i ena ansiktshalvan. Ovan syns svullnaden dag 2 och 3.

Tandböld är en varbildning (abscess) relaterat till en tand. Varbildningen kommer sig av att tandpulpan, käkbenet eller tandköttet är inflammerat.
Karies i en tand kan leda till inflammation i tandroten, vilket visar sig genom den varbildning som kallas tandböld. En tandböld kan vara mycket smärtsam, och området kring bölden (ofta ena kinden) kan svullna upp synbart. Smärtan kan även löpa upp i örat eller ögat. Tanden känns då öm när man trycker på den eller äter.
Man kan behandla en akut tandböld genom att punktera den, alternativt genom antibiotika. Man undanröjer därefter orsaken till tandbölden genom att antingen dra ut tanden, utföra rotfyllning eller behandla tandköttet.
En obehandlad tandböld kan tränga igenom tandköttet eller kinden, och resultatet kan bli en fistel. (tandfistel) En fistel där varet tömmer sig åt munslemhinnan kallas tandköttsfistel, medan en som tömmer varet åt huden kallas hudfistel.
En obehandlad tandböld kan också ge kronisk inflammation och svåra följdverkningar. År 1948 avled modedesignern Hugo Ferdinand Boss av obehandlad tandböld.

## Källhänvisningar
1. 1 2 3  Öwall, Bengt: "tandböld". NE.se. Läst 23 november 2014.
2. 1 2  Hammarstedt, Lalle (2005-11-30): "Tandböld". Arkiverad 3 december 2014 hämtat från the Wayback Machine. Netdoktor.se. Läst 23 november 2014.
3. 1 2  Nordisk familjebok (vol.30, 1920): "Tändernas sjukdomar och vård", sp. 758. Runeberg.org. Läst 23 november 2014.
4. ↑  "Firmengeschichte". Metzingen-zwangsarbeit.de. Läst 23 november 2014. (tyska)